# Convento de Concepcionistas Franciscanas (La Puebla de Montalbán)
El convento de Concepcionistas Franciscanas en La Puebla de Montalbán (provincia de Toledo, España) fue fundado por el cardenal Pedro Pacheco Ladrón de Guevara, a mediados del siglo XVI, y construido posiblemente por Laurencio de Ilachoa. Se compone de iglesia, claustro, con sus dependencias monacales, y zona de huerto.

## Descripción

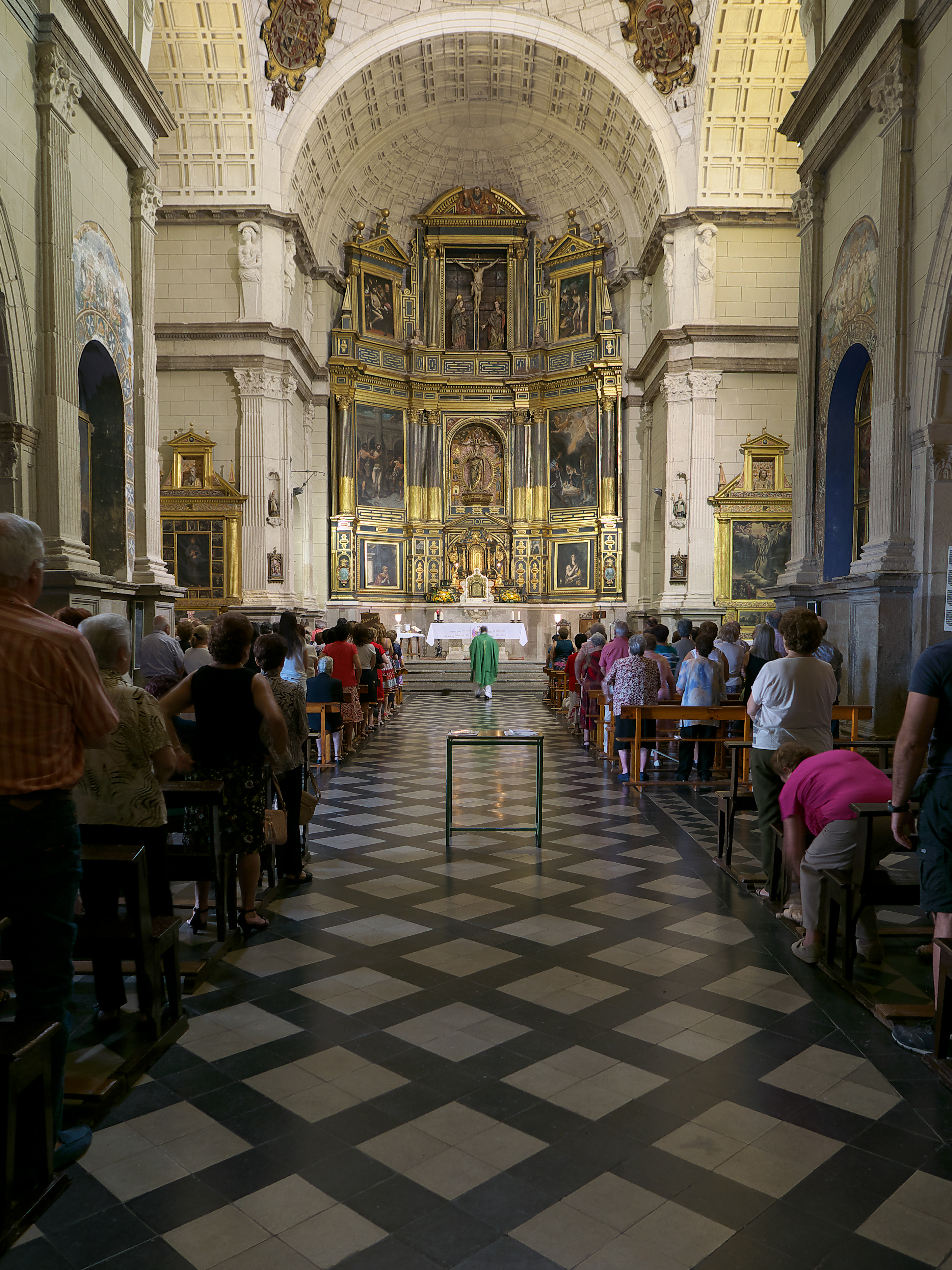
Proyecto de Alonso de Covarrubias

La iglesia es el edificio más emblemático del conjunto monástico. Es de planta de cruz latina, rematada su cabecera con ábside semicircular al interior y plana al exterior. La nave se cubre con bóveda de cañón en su primer tramo y último con decoración de casetones, al igual que en el crucero; el resto de la nave se cubre con bóveda de arista sobre lunetos, con ventanas de medio punto geminadas y óculo.
A cada lado de la nave se abre un gran arco de medio punto, formando sendas pequeñas capillas, de poca profundidad, entre los contrafuertes; una de ellas, la norte, sirve de acceso al templo. Se decora con bóveda de medio cañón con casetones y los paramentos con pilastras de orden compuesto. El crucero se cubre con cúpula de media naranja sobre pechinas, decorada con doble moldura y rematada con linterna; en cambio, el presbiterio se cubre con bóveda de horno acasetonada.
La decoración de los paramentos es de tendencia clásica, predominando el ritmo repetitivo de elementos, así, sobre zócalo se sitúan pilastras de orden compuesto, con fustes estriados, y, sobre éstas, cornisa doble moldurada. En un segundo nivel se decora todo el paramento con atlantes y cariátides, elementos claramente grecolatinos, que soportan otra cornisa decorada con ménsulas.
A los pies se sitúa el coro, separado del templo por un muro cuya unión se hace posible a través de ventanas enrejadas y un pequeño camarín. Exteriormente, la rotundidad del edificio se hace patente por la fuerza y protagonismo que adquieren los contrafuertes y el predominio del macizo sobre el vano. Toda la iglesia está trabajada con sillería, de piedra caliza para los muros y de granito para las esquinas, siendo un reflejo del esquema compositivo interno (planta de cruz latina).
En altura se divide en dos cuerpos. El inferior, de mayor anchura que el superior, se remata con cornisa denticulada y gárgolas. La portada consiste en puerta arquitrabada de piedra, con inscripción en el dintel, cornisa recorrida inferiormente con dentículos, y, sobre ésta, un segundo cuerpo formado por una hornacina de arco de medio punto, enmarcado por pilastras de capitel corintio que sujetan un frontón triangular. El segundo volumen se articula en torno a los contrafuertes, y también se remata con cornisa moldurada y gárgolas. Bajo el templo se sitúa la cripta, dividida por gruesos pilares y cubierta por bóvedas de arista. En su interior se conservan los restos de la Fundadora.
El claustro, elemento distribuidor del monasterio, tiene forma cuadrangular y consta de dos alturas con arquería. En la planta baja, el esquema compositivo es el siguiente: zócalo de granito, columnas de orden dórico o jónico, dependiendo de la crujía, soportando arcos de medio punto rebajado, en tres de las cuatro crujías, y arcos carpaneles en la cuarta. En las enjutas de los arcos carpaneles se sitúan como decoración los escudos del cardenal Pacheco. La rosca de los arcos se trabaja en ladrillo. Sobre esta arquería se sitúa una cornisa moldurada de este mismo material. En la planta alta el esquema compositivo es similar, si bien el zócalo o antepecho es de ladrillo y no existe decoración de escudos. El resto de dependencias que se articulan en torno al claustro son el refectorio, las celdas y la capilla, destacando las techumbres de madera y los frisos que bordean algunas salas, con decoración epigráfica y vegetal.